# Šinkovica Bednjanska
Šinkovica Bednjanska es una localidad de Croacia situada en el municipio de Bednja, condado de Varaždin. Según el censo de 2011, tiene una población de 121 habitantes.

## Geografía
Está ubicada a una altitud de 288 m s. n. m., a 82 km de la capital nacional, Zagreb.

## Demografía
| Gráfica de población de Šinkovica Bednjanska 1857-2011              |
|                                                                     |
| Según los censos de población de la oficina estadística de Croacia. |